# Elijah Manangoi
Elijah Motonei Manangoi (* 5. Januar 1993 in Narok) ist ein gesperrter kenianischer Mittelstreckenläufer.

## Sportliche Laufbahn
Manangoi begann 2009 an der St. Patrick’s School in Iten mit dem Leichtathletiktraining, bevor er sich später dem Rongai Athletics Club anschloss. Zunächst startete er vor allem im 400-Meter-Lauf. 2013 belegte er über diese Distanz den vierten Platz bei den kenianischen Meisterschaften. Ab 2014 konzentrierte er sich auf den 1500-Meter-Lauf und wurde auf Anhieb kenianischer Vizemeister. Bei den Commonwealth Games in Glasgow erreichte er den 12. Platz.
Der Durchbruch in die Weltspitze gelang Manangoi in der Saison 2015. Am 11. Juli siegte er über 1500 Meter erstmals bei den kenianischen Meisterschaften. Sechs Tage später beim Herculis in Monaco steigerte er seine Bestleistung um rund fünf Sekunden auf 3:29,67 Minuten, was in dem hochklassigen Rennen allerdings nur zum sechsten Platz reichte. Bei den kenianischen Ausscheidungswettkämpfen Anfang August qualifizierte er sich als Dritter hinter Asbel Kiprop und Silas Kiplagat für die Teilnahme an den Weltmeisterschaften in Peking. Dort feierte er den bis dahin größten Erfolg seiner Laufbahn, als er überraschend die Silbermedaille hinter Kiprop und vor dem Marokkaner Abdalaati Iguider gewann. Auch bei der Weltklasse Zürich wenige Tage später belegte er hinter Kiprop den zweiten Rang.
Im Mai 2016 wurde Manangoi Zweiter im 1500-Meter-Lauf beim Qatar Athletic Super Grand Prix in Doha und Dritter über eine Meile beim Prefontaine Classic in Eugene. Im Juni feierte er über 1500 Meter bei der Golden Gala in Rom seinen ersten Sieg in einem Diamond-League-Rennen. Bei den Olympischen Spielen in Rio de Janeiro wurde er in seinem Vorlauf Zweiter, trat aber wegen einer Oberschenkelverletzung nicht mehr zum Halbfinale an.
In der Saison 2017 zeigte sich Manangoi wieder in starker Form. Anfang Mai schlug er beim Qatar Athletic Super Grand Prix ein Weltklassefeld in 3:31,90 Minuten. Ende Juli steigerte er beim Herculis in Monaco seine Bestleistung auf 3:28,80 Minuten. Bei den Weltmeisterschaften in London gewann er schließlich den Titel im 1500-Meter-Lauf vor seinem Landsmann Timothy Cheruiyot und dem Norweger Filip Ingebrigtsen.
Bei den Commonwealth Games 2018 im australischen Gold Coast siegte er ebenfalls über 1500 Meter und verwies Cheruiyot erneut auf den zweiten Rang. Im selben Jahr setzte er sich auch bei den Afrikameisterschaften in Asaba im Finale gegen Cheruiyot durch und feierte seinen nächsten Titelgewinn.
2019 gewann Manangoi bei den Crosslauf-Weltmeisterschaften in Aarhus gemeinsam mit Conseslus Kipruto, Jarinter Mwasya und Winfred Nzisa Mbithe die Bronzemedaille in der Mixed-Staffel. Kurz vor den Weltmeisterschaften in Doha hatte er seinen Verzicht auf eine Teilnahme erklärt.

## Doping
Am 23. Juli 2020 veröffentlichte die Unabhängige Integritätskommission (AIU) des Weltleichtathletikverbandes World Athletics, dass Manangoi gegen die Meldepflicht der Anti-Doping-Regeln verstieß und deshalb vorläufig suspendiert wurde. Mitte November vermeldete die AIU, dass Manangoi rückwirkend zum 22. Dezember 2019 für zwei Jahre gesperrt ist.

## Familie
Manangois jüngerer Bruder George Meitamei Manangoi wurde 2017 U18-Weltmeister im 1500-Meter-Lauf.